# 400-я стрелковая дивизия
400-я стрелковая дивизия — воинское соединение Вооружённых Сил СССР в Великой Отечественной войне. Период боевых действий: с 23 ноября 1941 года по 14 июня 1942 года.

## История
Сформирована в сентябре-октябре 1941 на Закавказском фронте в городе Евлах в рамках реализации постановления ГКО СССР № 459сс от 11.08.1941 . После завершения формирования первоначально продолжала дислоцироваться в Закавказье. В действующую армию поступила 23.11.1941 на основании директивы Ставки ВГК № 005070 от 22.11.1941, войдя в состав 51-й армии. В ноябре дивизия убыла в район города Махачкала и вела там работы по оборудованию рубежа обороны горный хребет Махачкала — Буйнакск. Затем она была передислоцирована под город Ростов-на-Дону в район Батайска и участвовала в Ростовской наступательной операции и освобождении Ростова-на-Дону. После этого убыла под Новороссийск в состав 44-й армии, где была выведена в резерв Закавказского фронта. Соединение было задействовано на обороне Черноморского побережья.
В рамках Керченско-Феодосийской десантной операции (26.12.1941-02.01.1942) соединение в составе Кавказского фронта. Дивизия форсировала Керченский пролив в районе Еникале, высадилась в Крыму и в дальнейшем действовала там. С боями подошла к Владиславовке, где до мая 1942 года вела оборонительные бои в составе 47-й и 51-й армий Крымского фронта. В ходе майского наступления германской 11-й армии в Крыму (8-20 мая 1942) находилась в центральной части Парпачского перешейка, фронтом на юг, имея перед собой части 46-й пехотной дивизии. Дивизию поддерживал 979 ап РГК. В дальнейших боях дивизия была уничтожена и официально расформирована 14 июня 1942.

## Подчинение
- Закавказский фронт — с августа по сентябрь 1941 года
- Закавказский фронт, 44-я армия — с сентября по 23.11.1941 года
- Закавказский фронт, 51-я армия — с 23.11.1941 по 30.12.1941
- Кавказский фронт — с 30.12.1941 по январь 1942 года
- Крымский фронт, 47-я армия — с января по март 1942 года
- Крымский фронт, 51-я армия — с марта по май 1942 года

## Состав
- 829-й стрелковый полк
- 832-й стрелковый полк
- 834-й стрелковый полк
- 959-й артиллерийский полк
- 181-й отдельный истребительно-противотанковый дивизион
- 187-я зенитная батарея (683-й отдельный зенитно-артиллерийский дивизион)
- 681-й миномётный дивизион
- 458-я разведывательная рота
- 677-й сапёрный батальон
- 847-й отдельный батальон связи
- 481-й медико-санитарный батальон
- 474-я отдельная рота химический защиты
- 511-я автотранспортная рота
- 246-я полевая хлебопекарня
- 821-й дивизионный ветеринарный лазарет
- 1454-я полевая почтовая станция
- 726-я полевая касса Госбанка

## Командование

### Командиры
- 21.12.1941 — 17.01.1942 Корчагин, Илья Васильевич, полковник
- 18.01.1942 — 14.06.1942 Вербов, Яков Яковлевич, полковник

### Военные комиссары
- 25.08.1941 — 20.05.1942 Становский, Семён Ипатьевич, батальонный комиссар затем полковой комиссар